# Leverbalsam
Leverbalsam (Ageratum houstonianum), där "ageratos" är latin och betyder betyder åldrande. Det syftar på leverbalsams långa blomningstid.
Leverbalsam är en sommarväxt som infördes i Europa under 1800-talet från Mexiko och Centralamerika. Blommans färg varierar från ljusblått till klarblått. Den kan även ha vita eller rosa blommor, men dessa varianter är mindre vanliga. Den blommar från juni - september. Bladen är hjärtformade och ofta sågade. De sorter som finns i handeln blir 15 - 20 cm höga. Leverbalsam är solälskande och bör därför placeras på solig plats eller åtminstone en plats med så lite skugga som möjligt. 

## Fotnoter
1. ↑  Tingdal, B: ”Sommarblommor och lökväxter”, Semic AB, 1995, sid. 12.